# Авсон
Авсон, Авзон (др.-греч. Αὔσων) — персонаж древнегреческой мифологии, сын царя Итаки Одиссея и нимфы Калипсо (или волшебницы Кирки). По другой версии — сын Атланта и Каллипсо. Царь, отец Липара и его братьев.
Считался родоначальником авзонов, первого племени, освоившего юго-запад Италии, которую в древности называли Авзонией.